# Gottschalk von Wickede

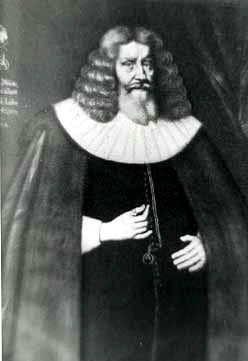
Matthias Black: Gottschalk von Wickede mit dem Zeichen der Zirkelgesellschaft an der Hand und am Familienwappen

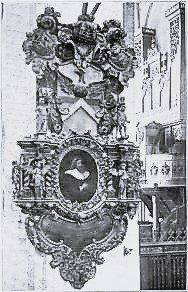
Epitaph in St. Marien (1942 zerstört)

Gottschalk von Wickede (* 16. Juni 1597 in Lübeck; † 3. Januar 1667 ebenda) war ein Bürgermeister der Hansestadt Lübeck.

## Leben
Von Wickede entstammte einer seit dem 14. Jahrhundert in Lübeck nachgewiesenen Ratsfamilie. Er war Sohn des Ratsherrn Thomas von Wickede (1566–1626) und immatrikulierte sich 1612 an der Universität Rostock. Am 17. April 1627 erhielt er das Lübecker Bürgerrecht und am 19. September 1654 sein Adelsdiplom.
Wickede wurde 1644 in den Rat der Stadt gewählt. In den Jahren 1657–63 war er Kämmereiherr und ab 1659 Bürgermeister der Stadt. Der Rat beauftragte ihn im Dezember 1661 damit, den Bürgern der Stadt die desolate Lage des Haushaltes zu erläutern. Dadurch ausgelöst wurde nach mehrjährigen Verhandlungen der Kassarezess beschlossen. In dem damit verbundenen politischen Streit stellte er sich nicht auf die Seite des Lübecker Patriziats. 1662 verkaufte er wegen der Teuerung sein Getreide an die Lübecker Armen zum halben Preis.

Seit 1627 war Mitglied in der Zirkelgesellschaft und wurde 1636 auf Lebenszeit zum Schaffer (Vorsitzender) gewählt. 1642 unterzeichnete er die Statutenänderungen der Gesellschaft.

In Lübeck besaß er folgende Liegenschaften: Johannisstraße (heute Dr.-Julius-Leber-Straße) 8–10 (1644–1645), Krähenstraße 18, Mengstraße 26 (1646–1647), Königstr. 9 (1650), Poggenpohl [alte Nr. 310] (1665), Fischergrube 5 (1664), Depenau 19 (1665–1666) und An der Trave 13 (1667). Dazu gehörten ihm auch noch die Güter Kastorf und Wesloe vor den Toren der Stadt.
An die Familie Wickede erinnert heute die Wickedestraße im Lübecker Stadtteil St. Lorenz.
Am 8. Juni 1658 kaufte Wickede eine Kapelle im Lübecker Dom, begraben ist er aber 
in der Bürgermeisterkapelle der Marienkirche. Seine Grabplatte mit Wappen ist in der Kirche erhalten, während das ihm 1673 gesetzte Epitaph 1942 verbrannte. 
Im Flur des Lübecker Rathauses befindet sich heute noch sein Porträt und ein weiteres hing seit 1787 in der Stadtbibliothek, das aber schon um 1900 nicht mehr erhalten war.

## Familie
Gottschalk war mehrfach verheiratet: 
- (1.) Catharina Müller († 10. Okt. 1629), Tochter des Lübecker Ratsherrn Lorenz Möller;
- (2.) Ursula D. Wedemhof († 7. Juni 1647), Tochter des Lübecker Bürgermeisters Heinrich Wedemhof;
- (3.) Margarete Lüneburg († 19. Mai 1647), Tochter des Lübecker Ratsherrn Hieronymus Lüneburg und Witwe des Bürgermeisters Heinrich Köhler;
- (4.) Ursula D. von der Dyke († 1660), Witwe eines Rostocker Ratsherrn;
- (5.) Sophie M. Elvern († 1687), Tochter eines Lüneburger Ratsherrn.

Aus diesen Ehen gingen folgende Kinder hervor:
- Anna Magdalena (* u. † 1628)
- Thomas Heinrich
- Elisabeth (1633–1658), verheiratet mit Lucas Stauber
- Gottschalk, Mitglied der Zirkelgesellschaft (Nr. 412)
- Johann, Mitglied der Zirkelgesellschaft (Nr. 414)
- Anna (1638–1674), verheiratet mit den Zirklern Bruno Warendorp und Heinrich Kerkring, Mutter von Gottschalk Kirchring
- Alexander, Mitglied der Zirkelgesellschaft (Nr. 415)
- Paul (1641–1664), Kapitän-Lieutenant der Braunschweiger Hilfstruppen gegen die Türken. Gestorben am 12. September 1664 nach der Schlacht bei Mogersdorf und in Ungarn bestattet.[3]
- Magdalena Dorothea (1644–), verheiratet 1663 mit Heinrich Adrian Müller.